# Leopold van Limburg Stirum
Leopold van Limburg Stirum (Hoogeveen, 12 maart 1758 - 's-Gravenhage, 25 juni 1840) was een Nederlands luitenant-generaal der infanterie, gouverneur der Residentie, lid van het Driemanschap van 1813, lid van de Eerste Kamer der Staten-Generaal en onder meer Grootkruis in de Militaire Willems-Orde.

## Familie
Leopold van Limburg Stirum, uit het oude adellijk geslacht Van Limburg Stirum, was een zoon van Albert Dominicus graaf van Limburg Stirum (1725-1776), heer van de Wildenborch 1769-, en Elisabeth Gratiana Sayer (1726-1788). Hij trouwde in 1782 met Theodora Odilia Carolina Ludovica van der Does (1758-1793), vrouwe van Noordwijk en Offem, enz. door wie deze heerlijkheden en het huis Offem in de familie Van Limburg Stirum kwamen en welke tot op heden in de familie zijn gebleven; uit dit huwelijk werden vier kinderen geboren. Hij trouwde als weduwnaar in 1801 met de Haarlemse Maria Jacoba van Styrum (1763-1848), lid van de Haarlemse familie Van Styrum; uit dit tweede huwelijk werd een voor 1814 overleden dochter geboren.
Hij was de vader van Eerste Kamerlid Wigbold Albert Willem van Limburg Stirum Noordwijk en de overgrootvader van Mathilde van Limburg Stirum, de geliefde van kroonprins Willem.

## Loopbaan
Van Limburg Stirum trad in militaire dienst en was in 1768 cadet bij het garde-regiment Oranje-Gelderland. Hij werd eerst tot vaandrig, vervolgens tot luitenant en daarna tot kapitein bevorderd, verliet vervolgens de krijgsdienst en werd op 22 juli 1782 benoemd tot rentmeester der episcopale en andere geestelijke goederen van de stad en de meierij van 's-Hertogenbosch. De omwenteling van 1795 deed hem zijn ambt verliezen; hij woonde toen enige jaren ambteloos in de provincie Noord-Brabant maar vestigde zich daarna in Den Bosch. Bij het bezoek dat Napoleon aan Holland en op 24 en 25 oktober 1811 te Den Haag bracht woonde Van Limburg Stirum aan het Lange Voorhout; bij hem logeerde toen de kamerheer van de keizer graaf De Béarn. Op 2 juli 1812 kreeg Van Limburg Stirum autorisatie d'un titre impérial. Hij had een belangrijk aandeel in de omwenteling van 1813. Hij trad al vroeg met Van Hogendorp in overleg en zette deze tot snel en krachtig optreden aan, al in het begin van november 1813, met name in de morgen van de 17de, toen hij diens huis verliet met een oranjestrik op de hoed en daardoor zeer op de menigte werkte.
Door de eerste medestanders gemachtigd om als gouverneur van Den Haag op te treden stelde hij een krachtige proclamatie op tot handhaving van rust en orde tot de komst van de prins tijdens de Omwenteling van 1813. Hij reorganiseerde de nationale garde in de stad tot een Oranjegarde en nam de eerste maatregelen tot vorming van een militaire macht namens de prins van Oranje. Zijn aandrang en die van zijn officieren bewogen Van Hogendorp en Van der Duyn op de 20ste november tot het opnemen van het algemeen bestuur van het land in het Driemanschap van 1813. Hijzelf nam op 29 november voorlopig onder hen de leiding der oorlogszaken in handen in de plaats van de in Zwolle opgetreden kolonel Bentinck, die pas in december als commissaris-generaal voor de prins de leiding van het oorlogsdepartement van hem overnam. Ook voor het overhalen van aarzelende personen van aanzien in Den Haag en elders tot de zaak der onafhankelijkheid gaf hij zich veel moeite. Sinds het optreden van Bentinck trad hij terug uit de leiding der militaire zaken en bleef alleen gouverneur van Den Haag. Toen de prins op de 30ste te Scheveningen landde was Hogendorp aan zijn stoel gekluisterd en snelde Van Limburg Stirum naar het strand om de prins te begroeten. Deze gebruikte bij hem de eerste maaltijd. Hij werd in zijn positie als gouverneur van Den Haag door de vorst bevestigd en werd in 1814 tot luitenant-generaal benoemd. Bij Koninklijk Besluit van 28 augustus 1814 werd hij benoemd tot lid van de ridderschap van Holland, werd hij lid van de Provinciale Staten en verkreeg hij op 10 november 1828 de rang van generaal der infanterie. Hij was per 12 oktober 1833 tot aan zijn dood lid van de Eerste Kamer. Van Limburg Stirum bezat het Grootkruis in de Militaire Willems-Orde (8 juli 1815) en in de Orde van de Nederlandse Leeuw.
- Biografisch Portaal: 72440187
- Gemeinsame Normdatei: 117007315
- International Standard Name Identifier: 0000 0000 0904 6081
- Nederlandse Thesaurus van Auteursnamen: 072382643
- Parlement.com: vg09lls6ynww
- Virtual International Authority File: 10611898
- WorldCat: E39PBJyxhvrHKwBVm3pYBRJMT3